# 全国乗馬倶楽部振興協会
公益社団法人全国乗馬倶楽部振興協会（しゃだんほうじんぜんこくじょうばくらぶしんこうきょうかい、National Riding Club Association of Japan、略称全乗協（ぜんじょうきょう）、NRCA）は、日本における乗馬の普及と振興を目的とした公益社団法人である。

## 概要
1992年3月、日本中央競馬会の助成を受け設立された。2011年6月に、内閣府を主務官庁として公益社団法人の認定を受けた。事務所は東京都港区新橋。
全国の乗馬クラブの施設・設備・指導員・乗用馬の質の向上による乗馬の普及振興を目的とし、組織上、乗馬クラブの法人により組織される乗馬普及地域団体（地区乗馬倶楽部振興会）を会員とする。
2010年3月現在の登録乗馬クラブ数は274で、登録乗用馬数5,096頭、指導者資格保有者数1,748名である。

## おもな業務
- 優良乗馬施設認定証の交付
- 乗馬指導者資格認定試験、同養成講習会の実施、および認定証の交付
- 乗馬技能認定審査（国家資格）の実施、および認定証の交付
- 各種競技会の開催、後援、および競技成績優秀者の表彰など

### 乗馬技能認定審査
乗馬愛好者の乗馬技術の向上意欲を図り、効率的で安全な指導を行うため、乗馬技術認定を行っている。
2009年度（2009年4月から2010年3月まで）においては、1,301回の審査が行われ、合格者は10,461名であった。
級は1級から5級までがあり、3級からエンデュランス、2級以上で馬場、障害の各競技種別ごとに分かれる。2級以上の資格保持者は、日本馬術連盟の騎乗者資格B級に移行できる。
審査は、筆記試験と実技試験により行われる。筆記試験は馬体の名称、馬の扱い、馬の品種などの馬学に関するものや、馬術競技に関する名称やルールなどの知識を問う内容を、協会発行の教科書から出題される。
各級ごとの実技試験の認定基準は以下の通り。
5級
- 乗馬、下馬ができる。
- 停止及び常歩で正しい姿勢がとれる。
- 誘導馬について小区画の馬場で軽速歩ができる。
- 内方開き手綱の操作ができる。

4級
- 常歩で巻き乗り、半巻きを含む回転運動。速歩で90度の方向転換及び斜め手前変換。
- 停止〜常歩〜速歩〜常歩〜停止が概ねスムーズにできる。
- 軽速歩の手前が理解できる。
- 速歩運動にて正しい姿勢がとれ、手綱、脚の操作が概ねでき、駈歩の発進、維持ができる。

3級
- 協会の定める3級経路に沿った各個運動で審査される。
- 5級、4級の運動を含め、駈歩の発進、維持。歩度の伸縮が概ねでき、巻き乗り、半巻きができる。
- 駈歩の手前が理解でき、常歩、速歩を入れての手前の変換ができる。
- 扶助操作の適否。
- 地上横木の通過。

障害3級
- 障害数6〜8個程度、コンビネーション障害を含んでいなくてもかまわない。
- 高さ90cm程度の障害を2個以上設置してあるコース。
- 基準Aにて採点（3反抗失権）。

エンデュランス3級
- 20kmトレイルライド完走。

馬場2級
- 日本馬術連盟第2課目2004にて審査。

障害2級
- 日本馬術連盟国内競技会規定L級B程度（障害数8〜10個程度、ダブル障害を含む）。
- 高さ110cm程度の障害を1個以上設置してあるコース。
- 基準Aにて採点（3反抗失権）。

エンデュランス2級
- 40kmエンデュランス完走。

馬場1級
- 日本馬術連盟第3課目2006Bにて審査。

障害1級
- 日本馬術連盟国内競技会規定L級A程度（障害数8〜10個程度、ダブル障害を含む）。
- 高さ110cm程度の障害を全障害数の70%以上設置してあるコース。
- 基準Aにて採点（3反抗失権）。

エンデュランス1級
- 国内外のエンデュランス競技において80km以上のコースを2回完走（主催者の発行する完走証明書をもって合格とする）。

また、中学生以下の生徒及び児童を対象として、乗馬技術の向上と馬との親和を図るため、ポニーライダー技能検定を実施しており、合格者にはポニーライダー5級からポニーライダー1級を認定する。2010年3月31日現在のポニーライダー認定登録者は462名である。

### 乗馬指導者資格認定
一般市民を安全に乗馬できる指導者を養成するため、乗馬指導者養成講習会を開催し、乗馬指導者資格認定試験を実施している。また、資格取得者を対象として、乗馬技術及び調教技術の巡回指導を行うとともに、乗馬指導者競技会を開催する。
ブリティッシュ部門とウェスタン部門があり、それぞれ上級、中級、初級の3段階で認定する。2010年3月31日現在登録されている乗馬指導者は1,748名であり、その内訳は、上級113名、中級274名、初級1,361名である。

## 会員団体
（2010年3月31日現在）
- 北海道地区乗馬倶楽部振興会（21クラブ）
- 東北地区乗馬倶楽部振興会（16クラブ、うち休会2）
- 北関東地区乗馬倶楽部振興会（20クラブ）
- 埼玉地区乗馬倶楽部振興会（11クラブ）
- 千葉地区乗馬倶楽部振興会（24クラブ）
- 東京地区乗馬倶楽部振興会（6クラブ）
- 神奈川地区乗馬倶楽部振興会（20クラブ）
- 北陸地区乗馬倶楽部振興会（7クラブ）
- 長野地区乗馬倶楽部振興会（12クラブ）
- 山梨地区乗馬倶楽部振興会（14クラブ）
- 静岡地区乗馬倶楽部振興会（16クラブ）
- 東海地区乗馬倶楽部振興会（15クラブ）

- 東近畿地区乗馬倶楽部振興会（11クラブ）
- 京阪地区乗馬倶楽部振興会（17クラブ、うち休会1）
- 兵庫地区乗馬倶楽部振興会（9クラブ）
- 中国地区乗馬倶楽部振興会（19クラブ、うち休会1）
- 四国地区乗馬倶楽部振興会（7クラブ）
- 北部九州地区乗馬倶楽部振興会（13クラブ）
- 中九州地区乗馬倶楽部振興会（10クラブ）
- 南九州地区乗馬倶楽部振興会（6クラブ）
- 全国乗用馬育成協会
- 財団法人畜産近代化リース協会
- 全国乗馬指導者協会

加入乗馬クラブ数：274クラブ（休会クラブ4を含む）

## 関連事項
- 乗馬
- 馬術
- 日本馬術連盟